# Alucard (Castlevania)
Adrian Fahrenheit Tepes (アドリアン・ファーレンハイツ・ツェペシュ Adorian Fārenhaitsu Tsepeshu?), más conocido como Alucard (アルカード Arukādo?), es un personaje de la saga de videojuegos Castlevania creado por Konami. Su primera aparición se produjo en el juego Castlevania III: Dracula's Curse (1990) como personaje secundario y tiempo después como principal en Castlevania: Symphony of the Night (1997).

## Origen
En el mundo ficticio de Castlevania, Alucard es el hijo de Drácula (Vlad Tepes) y Lisa Fahrenheit (Elizabeth Szilagy). Por ser el hijo de un vampiro y una humana, Alucard es un dhampiro, un ser mitad humano, mitad vampiro. El nombre Alucard proviene del nombre Drácula escrito al revés; es un símbolo de rebelión contra su padre y, a la vez, un vínculo que lo une más con los humanos, azotados por la crueldad de aquel.

## Características
A simple vista, Alucard parece un individuo frío, de pocas palabras y muy decidido, y lo es; pero a la vez, soporta un gran sufrimiento debido a su sangre maldita: debe vagar por el mundo eternamente combatiendo a los suyos y viendo morir a sus amigos y compañeros. No es un personaje optimista, lo planifica todo, no deja nada al azar y, aunque sea doloroso o difícil para él, hará todo lo posible por acabar con Drácula. 
Alucard siempre viste de negro. En sus primeras apariciones (Dracula's Curse comercializada en 1989 en Japón y en 1992 en Europa) usaba las vestimentas prototípicas de un vampiro (capa con amplio cuello y forro rojo) del siglo XIX; en Castlevania: Symphony of the Night (1997) usaba un atuendo más romántico, recargado y elegante mientras que en las entregas de la saga Sorrow (2005 en delante) viste un smokin lujoso de color negro y luce cabello del mismo color para caracterizar su segunda identidad: Genya Arikado (que se podría traducir como "ilusión de Alucard"). Destaca por poseer una gran belleza y tener una fuerza sobrehumana, el don de la juventud eterna, la inmortalidad y todo lo que cualquier mortal podría desear. Alucard es uno de los personajes más aclamados de la saga y posiblemente el favorito de los fanes.

## Poderes
Alucard posee la habilidad de cambiar de forma. La primera, la típica de un vampiro, es tomar la forma de un murciélago gigante que puede disparar bolas de fuego. La segunda es la de un lobo con la capacidad de destrozar a todos los enemigos a su paso. La tercera en forma de niebla - venenosa haciéndolo poder atravesar casi lo que sea (en los juegos obviamente no se puede hacer tal cosa por cuestiones de gameplay y estética). Cabe destacar que en su forma de murciélago y lobo se puede apreciar que sigue cargando su espada.
También puede hacer uso de "familiares", criaturas místicas que sirven como soporte en la batalla.
También cuenta con habilidades "vampíricas", como la regeneración por medio de la sangre del enemigo, y uso de ataques "mágicos" como el Soul Steal (robo de almas).

## Armas
Tal y como se presenta en los artwork e imágenes promocionales, Alucard es un espadachín. Generalmente usa una espada en su mano derecha y un escudo en la izquierda, esto lo convertiría en diestro, pero también puede usar dos espadas en inclusive lanzas (en CPoR existe un arma llamada Alucard Spear, que se dice que una vez fue usada por este, y en Castlevania: Bloodlines, Eric Lecarde usa la Lanza Alcarde, lo cual es una romanización errónea de 'Alucard'), además de armas de uso rápido como estrellas ninja, agua bendita, cuchillos, hachas entre otros. La Alucard Spear también existió anteriormente en la versión de Sega Saturn de Castlevania: Symphony of the Night (Castlevania: Nocturne in the Moonlight)

## Apariciones
Alucard ha sido un personaje legendario en estas sagas.

### Castlevania: Legends
Inicialmente es un jefe el cual después de ser derrotado por "Sonia Belmont" deja que sea esta quien acabe con Drácula e ir a su exilio de sueño eterno. ("Castlevania: Legends" está fuera de la línea de historia de la saga).
En 1450 "Sonia Belmont" encamina sus pasos hacia el castillo del señor de la oscuridad, luego en la aventura conoce a un misterioso personaje llamado Alucard que no es más que el mismísimo hijo de Drácula. Alucard se une a "Sonia" por un rato, luego de eso se separan para reencontrarse nuevamente, pero esta vez Alucard no quiere que Sonia se vea envuelta en una batalla tan peligrosa, después de que ella le muestra su verdadera fuerza Alucard le permite pasar mientras él se va a su exilio de sueño profundo y eterno, tiempo después de la aventura y la derrota de Drácula, "Sonia" se presenta ante Alucard y lleva consigo un recién nacido.
"Sonia" le dice a Alucard que este es el niño en el cual descansa el destino.
Se discute que ese niño es el hijo de Alucard, el mismísimo "Trevor Belmont", pero no es nada seguro.

### Castlevania: Dracula's Curse
En esta entrega Alucard inicialmente es un jefe del juego. Al derrotarlo puede ser usado como personaje alternativo, cosa que fue una gran revolución, dado que en esos momentos únicamente los "Belmont" eran los únicos personajes con los que se podía jugar; en adición a esto Alucard poseía una gran diferencia en gameplay y en los ataques que usaba, dando al juego otra perspectiva.
En 1476, "Trevor Belmont" se interna en el castillo de Drácula en una nueva aventura, en el escenario "5b" entra a una parte del castillo conocida como "Alucard's Cave" donde se enfrenta a Alucard, después de derrotarlo este le dice al héroe que ha pasado la prueba, que posee la suficiente fuerza para derrotar a Drácula y que lo apoyará en el resto de la aventura, al final del juego Alucard voluntariamente decide exiliarse a sí mismo en un sueño profundo por todo lo que ha pasado.

### Castlevania: Symphony of the Night
Este juego Alucard juega el papel de personaje principal, dado al caso que los acontecimientos suceden en 1796 en el Castillo supuesto de Drácula, por lo que en Rondo of blood Alucard se le menciona en su puesto de vanguardia desde 1735 hasta la resurrección en la oleada de Drácula, además de ser una revolución que el personaje principal no fuese un "Belmont". Alucard es muy diferente a ellos, pues no solo deja atrás la rutina de únicamente usar el "Vampire Killer" como arma absoluta, es más, Alucard ni siquiera usa un látigo, en lugar de esto usa un arsenal completo de espadas y otras armas diferentes, además de la capacidad de cambiar de forma y ser antihéroe.
En 1796, cuatro años después de que "Richter Belmont" derrotara a Drácula (Castlevania:DraculaX/Rondo of Blood), Alucard se adentra en "Castlevania donde se encuentra con "María Renard", la cual le dice que está en búsqueda de su cuñado "Belmont". Más adelante en la historia, Alucard encuentra que el amo actual del castillo es "Belmont", al que con la ayuda de "María" logra liberar de la magia del hechicero "Shaft", para después acabar con su padre "Lord Drácula". Después de la victoria de Alucard, este se reencuentra en las afueras del castillo con "María" y "Richter" de los cuales se despide solo unos cuantos segundos después para retirarse a su exilio nuevamente.
Se presume que debido a que "María Renard" se va tras el, Alucard no se confina en su exilio y cambia su identidad a "Genya Arikado".

### Castlevania: Aria of Sorrow
En este juego, Alucard aparece con una nueva apariencia y un nuevo nombre "Genya Arikado", un misterioso agente secreto del gobierno japonés.
En este juego el personaje principal es un joven llamado "Soma Cruz", el cual cuando entra en el castillo de Drácula es recibido por "Genya Arikado" el cual le dice que tiene que dirigirse a lo más alto del castillo donde se encuentra la habitación de Drácula. Cuando este llega, se encuentra de nuevo con "Genya Arikado", el cual le hace saber quien es y porqué lo atrajo a ese lugar, sin embargo, nunca es claro que el sea Alucard, sino que "Yoko Belnandes" le pregunta a "Soma" si ha hablado con un Alucard, (Alucard) y luego rectifica y dice "Genya Arikado".

### Castlevania: Dawn of Sorrow
Nuevamente nos encontramos a "Genya Arikado" ayudando a nuestro personaje principal "Soma Cruz" en el principio del juego. En esta entrega, el rol de Alucard es un tanto diferente que en CAoS debido a que esta vez trata de mantener a "Cruz" alejado de una secta de adoradores del "Dark Lord" y que quieren traerlo de regreso sacrificando a "Soma Cruz".
En este juego Alucard es un personaje jugable en "Julius Mode" en el cual podemos ver como "Genya Arikado" retoma su apariencia original y es llamado Alucard nuevamente.

### Castlevania: Harmony of Despair
Alucard es un personaje jugable junto con "Soma", "Simón", "Ritcher", etc.

### Castlevania: Lords of Shadow
Alucard aparece como personaje principal y jugable en la segunda entrega de la saga Lords of Shadow: "Mirror of Fate". Anteriormente era conocido como "Trevor Belmont", hijo de "Gabriel" y "Marie", que nació un año antes de los acontecimientos de "Lord of Shadow", pero su existencia fue ocultada de su padre por los miembros mayores de la "Hermandad de la Luz", ya que vieron en lo que "Gabriel" se convertiría, confiando en que "Trevor" y su descendencia, serían la única esperanza contra él, razón por la cual, "Trevor" fue alejado de su madre. Al crecer, "Trevor" demostró haber heredado las formidables habilidades de su padre, mientras que al mismo tiempo se enamoró de "Sypha Belnades", con quien finalmente se casaría y que daría a luz al hijo de ambos, "Simon Belmot". Antes de realizar lo que sería su última misión, destruir a  Drácula, "Trevor" se enteró de su verdadero linaje y quien era el asesino de su madre por la Hermandad de la Luz, aunque no le contó toda la historia, razón por la cual "Trevor" pensó que su padre, "Gabriel", mató a su madre "Marie" a sangre fría y fue al castillo de Drácula para vengar la muerte de su madre, y aunque "Trevor" dio buena pelea, terminó siendo estacado por su propia arma, pero no sin ver a través del Espejo del Destino la verdad de la caída de "Gabriel", razón por la cual "Trevor" afirma que son opuestos, como el intentó pelear para cambiar su destino y fue en vano, pero "Gabriel" aceptó su destino incluso después de perderlo todo, por lo cual le revela que es su hijo, cosa que Drácula confirma con el Espejo del Destino. Horrorizado, "Gabriel" trata de revivir a "Trevor" a través de su sangre pero falla aparentemente, dándole a su hijo un entierro respetable, poniendo en el ataúd el nombre de Alucard, porque nunca supo el verdadero nombre de su hijo y porque "Trevor" dijo que eran opuestos.
Sin embargo, unos treinta años después, "Trevor" despertó como un vampiro y tomó el nombre de Alucard, esta vez decidido a destruir a su padre de una vez por todas. Como arma principal recibe una "copia" creada por el Juguetero (pero no por eso menos poderosa), de la majestuosa "Cruz de Batalla", arma creada por "Rinaldo Gandolfi" y popularizada por "Gabriel Belmont" en la primera entrega de la saga. Si bien esta historia de Alucard no es del gusto general de los fanes, existen sectores que prefieren esta historia a la original, ya que le da una línea de tiempo más lógica tomando la saga "Lords of Shadow" como el génesis de esta interminable lucha entre Drácula y la familia "Belmont".
Además de utilizar el "Dark Pain" (Dolor Oscuro, la copia de la Cruz de Batalla), Alucard también tiene el poder de convertirse en lobo y en niebla, tal como en "Symphony of the Night". Además, tiene acceso a dos armas secundarias: Murciélagos que usa como proyectiles y el Reloj de arena, con el que ralentiza el paso del tiempo. Tiene además acceso a dos ítems de mejora: Las "Garras Sombrías" con las cuales puede trepar muros y las Alas Demoníacas gracias a las que adquiere el doble salto.
Alucard regresa en la secuela de Castlevania: Lords of Shadow 2 como un personaje secundario. Dado que el juego tiene lugar siglos más tarde, la personalidad de Alucard y actitud hacia su padre ha cambiado drásticamente. Él cree que Drácula todavía puede ser redimido y hace que su objetivo de liberar al mundo de la tiranía y vencer el mal que él y su padre habían corrompido. Él inventa un plan de siglos de expansión para poner a su padre en un sueño profundo por la perforación de su corazón con la espada "Crissaegrim", a fin de que tanto el señor de los muertos, "Zobek" y "Satanás" mismo, crean que Drácula ha muerto, por lo que pueden salir en el abierto. Una vez que lo hacen, Alucard eliminaría la espada para que Drácula pueda resucitar y luego destruir a "Zobek" y "Satanás" para siempre. Drácula está de acuerdo con el plan de su hijo y se despierta siglos más tarde, durante la época moderna. A lo largo del juego Alucard también aparece como un joven "Trevor Belmont" y guía a Drácula a través de su castillo para ayudarle a recuperarse de sus antiguos poderes y recuerdos perdidos. Con el fin de no llamar la sospecha de su plan, Alucard se disfraza a sí mismo como el teniente de "Zobek" y finalmente revela su verdadera identidad a su padre una vez que él se acuerda de su pacto. Destruyen a "Zobek" y "Satanás", y parecen estar en buenos términos al final. Alucard es también el protagonista del DLC Revelaciones.

### Super Smash Bros Ultimate
Durante la presentación del evento digital Nintendo Direct el 8 de agosto de 2018 se confirma la inclusión de la saga Castlevania en Super Smash Bros trayendo con ella a El mítico Simon Belmont Y Ritcher Belmont como personajes Jugables así como un escenario y varias canciones , ahí mismo se confirma la aparición de Alucard como un personaje ayudante el cual actuara luchando para el personaje que lo invoco y utilizara ataques propios de él.

### Astrobot
Alucard como Dandy Dhampir y Ritcher Belmont como Vampire Killer aparecen como Vip bots.

## En otros medios
- Castlevania (2017, serie de animación de la plataforma Netflix). Es uno de los protagonistas principales de la serie, basada en la historia desarrollada en el videojuego: Castlevania III: Dracula's Curse (1989).